# 젠자오둥
젠자오둥(중국어: 簡肇棟, 병음: Jiǎn Zhàodòng, 1955년 8월 18일~2024년 11월 29일)은 대만의 의사이자 정치인이었다. 2002년부터 2005년까지 중화민국 입법원 의원을 지냈고, 2010년 보궐선거를 통해 재임했고 이듬해 의원직을 사임했다.